# 馬自達Roadpacer
馬自達Roadpacer（日语：マツダ・ロードペーサー）是一部由日本馬自達汽車公司於1975年至1979年間製造銷售、搭載轉子引擎的大型轎車。
關於車名「Roadpacer」，意為「道路上的王者」。事實上，這部旗艦車款的車寬也是該公司有史以來最大的（車長則是Sentia最長）。

## 開發緣由與概要
1970年代前期，日本車廠陸續開發出高級旗艦車款，譬如豐田Centry、日產President、三菱Debonair等。由於國內經濟的高度成長得以支撐擴張這種豪華車款的市場，引發馬自達與五十鈴汽車也企圖切入。不過他們並不如前述三家車廠擁有獨力開發高級豪華車的財力與資源，所以五十鈴汽車靠著外國車廠的合作關係，自同樣是右駕的國家澳大利亞引進豪華車款，並在交通法規的限制內予以改造（比如將當時日本政府不認可的後視鏡改為輪弧反光鏡）後上市。
不過馬自達與任何外國車廠都沒有合作關係（當年福特尚未入主馬自達），遂於1974年尋求美國通用汽車公司（General Motors）的合作，購入澳洲霍頓汽車（Holden，隸屬於美國通用汽車）的Premier HJ車身底盤等元件作為開發之用。
霍頓Premier HJ採前輪獨立懸吊、後輪固定軸懸吊、前置後驅的配置，在澳洲屬於中型轎車，但到了地窄人稠的日本卻屬於大型轎車。此外，這個車款跟前述五十鈴向通用汽車引進的豪華車「Statesman de Ville」屬於兄弟車。馬自達替這部車裝上13B-AP型轉子引擎作為動力心臟，並取名Roadpacer上市販售。

## 歷史
1975年四月發售。動力方面搭載13B-AP型轉子引擎，654c.c. X 2的排氣量配上單化油器，可發揮135hp / 6,000rpm的最大馬力、19.0kgm / 4,000rpm的最大扭力。變速系統為JATCO製造的三速自排；懸吊系統則為前雙A臂、後四連桿的底盤結構，增加舒適和操控性。
中控台的儀表板為美式風格，標準配備計有電動窗、動力方向盤、電動速控中控鎖（時速超過10km/hr便自動上鎖）、電動調整後視鏡、遙控式行李廂、AM/FM/錄音帶音響等。此外，甚至還有時速超過90km/hr便出現音樂提醒，以及可由前後座各自控制音響的裝置。
1977年八月進行小改款，把速度表改為圓形，進氣壩的造型也變更。1979年停產，總共出售了799輛。銷售紀錄為：
- 1975年：399輛
- 1976年：240輛
- 1977年：119輛
- 1978年：36輛
- 1979年：5輛

## 銷售失敗的原因
當時這款車的售價高過於豐田Centry和日產President，昂貴的價格是失敗原因之一。再者，轉子引擎的油耗表現與造成空氣汙染又是另一個原因。1975年時日本政府嚴厲執行汽機車排放廢氣標準，間接影響了這款車的銷售。
以高價的豪華車來說，並不是沿用其他廠牌的車體底盤，然後閉門造車地加上一堆配備就想賣給日本消費者。對習於銷售大眾平價車和商用車的各地區域經銷商而言，如何改變行銷策略將豪華汽車賣給目標對象也會影響到銷售成績。
銷售失敗的最大原因在於Roadpacer先天體質不良：本來一般車身較重的中大型轎車應該搭載大排氣量、低轉速時可輸出大扭力的往復式活塞引擎，可是馬自達卻搭載低轉速域扭力表現疲弱的轉子引擎，雖然企圖以自動變速箱增大扭力，實際應用上動力性能卻顯得不足，且油耗表現非常不理想。跟搭載V型八汽缸的豐田Centry和日產President相比，這簡直是Roadpacer的致命傷。

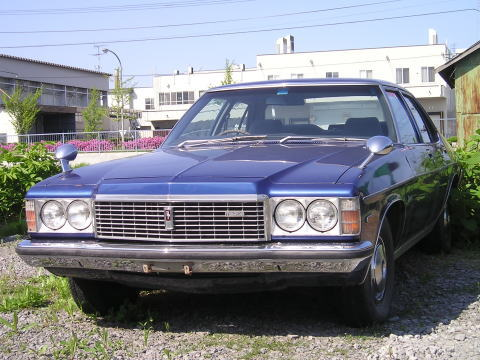
馬自達Roadpacer車頭
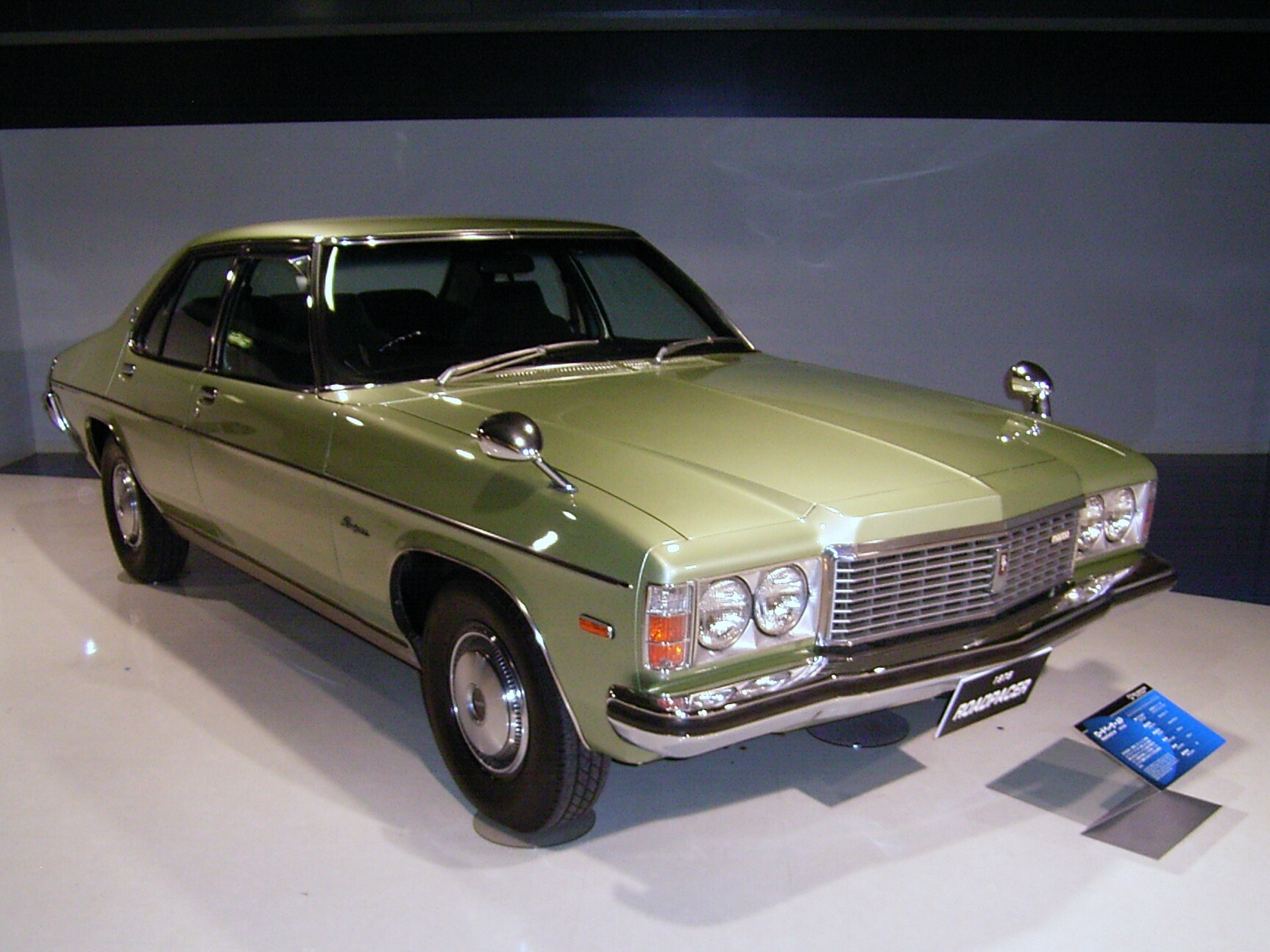
馬自達博物館展出的Roadpacer
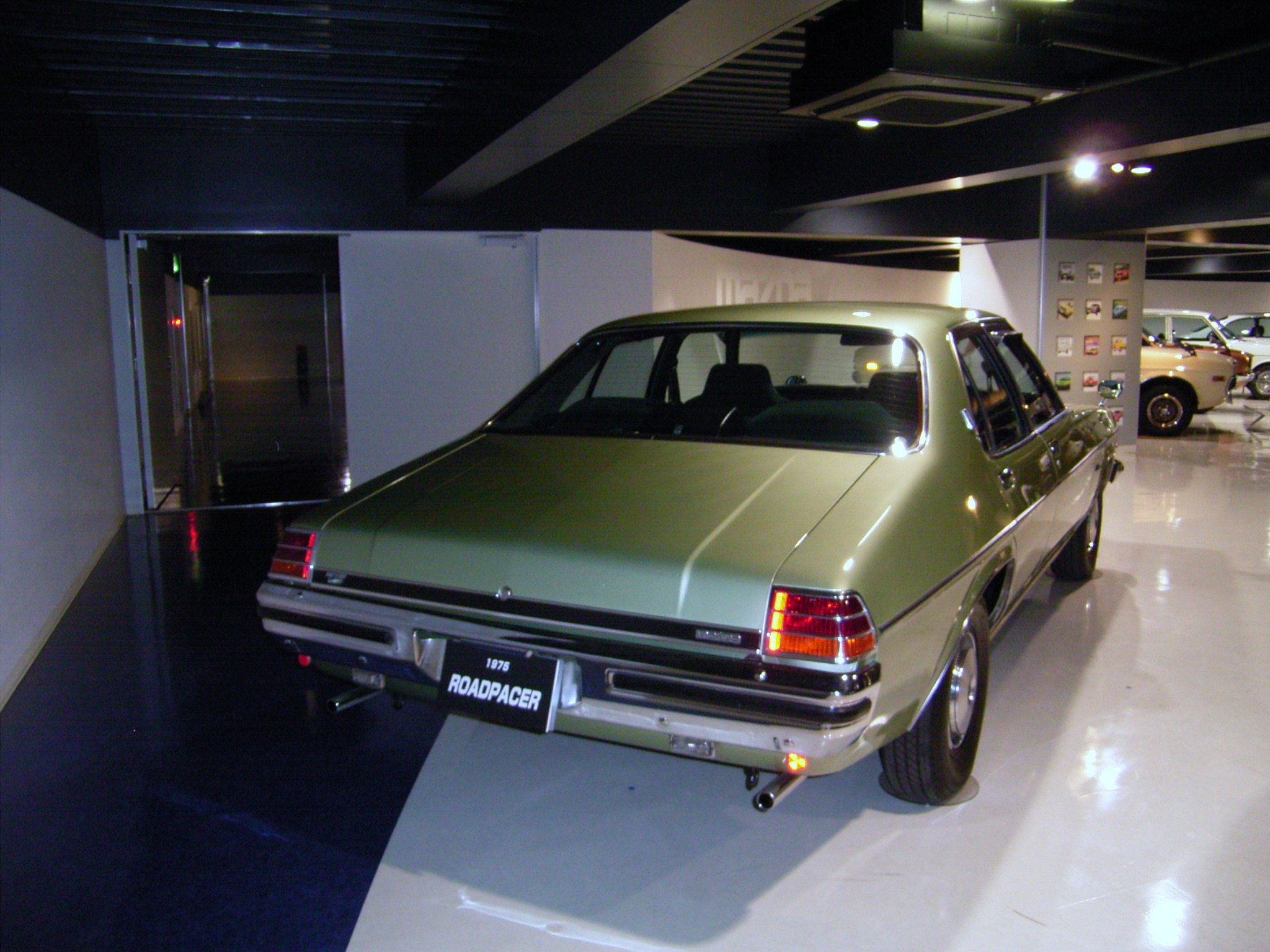
馬自達博物館展出的Roadpacer

## 外部連結
- 日本名車系列（97）-MAZDA Road Pacer（1975） （页面存档备份，存于）
- （日語）Gazoo.com - 1975年 マツダ ロードペーサー